# Absalon von Lund

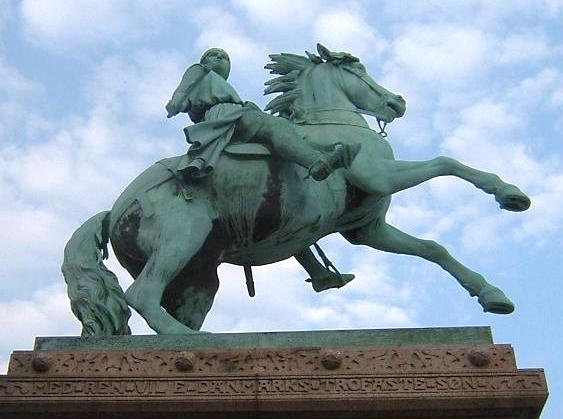
Standbild von Absalon von Lund in Kopenhagen (Vilhelm Bissen, 1902)

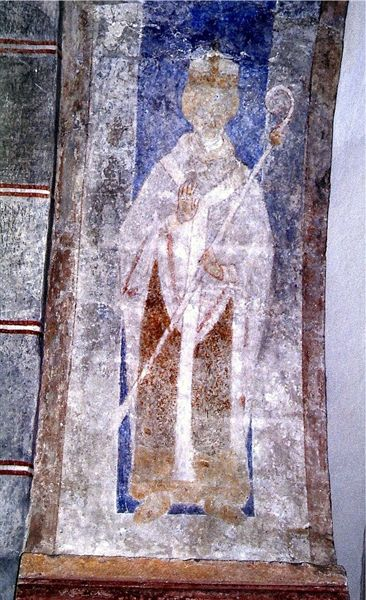
Wandbild in der Kirche von Stehag in Schweden

Absalon (* 1128 in Fjenneslev; † 21. März 1201 in Sorø auf Seeland in Dänemark) war ein Bischof von Roskilde und Erzbischof von Lund (heute Schweden), Kirchen- und Klostergründer. 
Außerdem war Absalon von Lund Heerführer und Berater der Dänenkönige Waldemar I. der Große (1157–1182) und Knut VI. (1182–1202). Der auch als Axel von Lund bekannte Erzbischof ist als eine der bedeutendsten Gestalten der dänischen Kirchengeschichte des Mittelalters in die Annalen eingegangen. Er trieb die dänischen Machtansprüche im Ostseeraum voran.

## Leben
Absalon stammt aus dem einflussreichen Adelsgeschlecht der Hvide (Weiss); sein Vater war Asser Rig (etwa 1080–1151), Freund von Knud Lavard und der mächtigste Mann des Reiches, seine Mutter, vermutlich dessen Ehefrau, war Inger (oder Ingerborg) Eriksdatter, eine Enkelin des später heiliggesprochenen Königs Knut IV. In seinem Elternhaus wuchs der spätere König Waldemar I. auf. Mit ihm verband ihn eine lebenslange Ziehbrüder-Freundschaft. Absalons älterer Bruder war Esbern Snare.
Absalon studierte in Paris Theologie und Kirchenrecht. Er schloss Freundschaft mit dem Kanoniker Wilhelm des Klosters St. Genoveva, den er so schätzen lernte, dass er ihn später zum Abt erst über das Kloster Eskilsø berief, und später Land stiftete für den Umzug des Klosters nach Æbelholt. 1157 war er im Gefolge Waldemars bei den Vergleichsverhandlungen zwischen den Mitkönigen Knut und Sven in Roskilde und entkam dort nur knapp dem Mordanschlag Svens. Später beteiligte sich Absalon und sein Bruder Esbern Snare an der Schlacht auf der Grathe Hede (bei Silkeborg), bei der Sven, der Konkurrent Waldemars um den Thron Dänemarks, getötet wurde.
Mit 30 Jahren wurde Absalon Bischof von Roskilde und mit 50 Primas der dänisch-schwedischen Kirche und als Nachfolger Eskils Erzbischof von Lund in Schonen. Dass er 1167 am Öresund ein Kloster gründete, aus dem die dänische Hauptstadt Kopenhagen erwuchs, ist inzwischen widerlegt. Mit Waldemar I. und Absalon erhielt das durch den „Prinzenkrieg“ geschwächte Dänemark wieder zwei fähige und energische Potentaten an der weltlichen und geistlichen Spitze des Reiches, die die dänische Hegemonie im Ostseeraum vorantrieben. Beide konzentrierten sich zunächst auf die Eroberung der slawischen Insel Rügen und der Vernichtung des heidnischen Götzenkults der einheimischen Ranen.
Im Mai 1168 erwies sich der Zeitpunkt dafür reif. Eine vereinigte Flotten- und Heeresmacht der verbündeten Dänen, Mecklenburger und Pommern unter dem Oberbefehl Absalons landete an der Westküste Rügens. Danach marschierten die Truppen unter Führung Waldemars und Absalons auf Kap Arkona zu. Eine wochenlange Belagerung des Hauptheiligtums der Insel begann. Die ranischen Verteidiger Arkonas unter ihren Fürsten Jaromar I. und Tezlaw kapitulierten angesichts der feindlichen Übermacht am 15. Juni 1168, nach anderen Quellen bereits zu Pfingsten (19. Mai 1168), ohne größeren Widerstand. Ranische Unterhändler unterbreiteten Absalon, der den großen hölzernen Götzen Svantovit verbrennen ließ, die Kapitulation und verhinderten damit die Erstürmung und Niederbrennung der Tempelburg. Die archäologische Stätte Jaromarsburg auf Arkona erinnert heute noch daran. Außerdem musste von der Priesterschaft der Tempelschatz ausgeliefert und die Annahme des Christentums garantiert werden. Der Feldzug endete damit, dass Mecklenburg der deutschen und das Fürstentum Rügen der dänischen Herrschaft unterworfen wurde. Die Pommernherzöge Bogislaw I. und Kasimir I. sahen sich bei der Abfindung betrogen und zogen sich als Bündnispartner Dänemarks zurück. Absalon und sein König wurden nun entschiedene Gegner Pommerns.
Als Erzbischof Eskil 1177 sein Amt niederlegte, bestimmte er Absalon gegen dessen Willen zu seinem Nachfolger. Absalon fürchtete, seine Machtbasis in Seeland zu verlieren. Deshalb erlaubte ihm der Papst, neben seinem Erzbischofsamt in Lund weiterhin Bischof von Roskilde zu bleiben. Erst 1191 wurde sein Cousin Peder Sunesen sein Nachfolger in Roskilde.
Sein Drängen auf Abführung des Zehnten und strenge Durchführung des Priesterzölibats führte 1181 zum Bauern- und Priesteraufstand in Schonen und u. a. zur „Schlacht an der Dösjebro“.
Sein Nachfolger (1201–1222) in Lund wurde sein Cousin Andreas Sunonis (dän. Suneson), der Bruder des Roskilder Bischofs Peder.
Auf Absalons Veranlassung verfasste Saxo Grammaticus zwischen 1185 und 1208 die 16 Bücher der Gesta Danorum oder Historia Danica, eines der Quellenwerke zur nordischen Geschichts- und Sagenwelt.
Absalons älterer Bruder Esbern Asserson Snare ließ die Burg von Kalundborg errichten. 1179 baute oder erwarb er die Kirche von Ubby.
Er wird als Seliger verehrt, sein Gedenktag ist der 21. März.

## Namensgeber der Schiffsklasse
Nach Absalon von Lund ist die Klasse von Kommando- und Unterstützungsschiffen der dänischen Marine sowie das ihr zugehörige Schiff Absalon benannt.